# 高山市立新宮小学校
高山市立新宮小学校 （たかやましりつ しんぐうしょうがっこう）は、岐阜県高山市にある公立小学校。

## 沿革
新宮小学校は三枝小学校と同様、上枝小学校を分割して開校した小学校である。三枝小学校が1874年開校の三枝学校が前身であるのに対し、新宮小学校は、1913年に設置された新宮分校が前身である
- 1913年（大正2年） - 上枝尋常高等小学校新宮分教場を設置。
- 1941年（昭和16年）4月1日 - 上枝国民学校新宮分教場に改称する。
- 1943年（昭和18年）4月1日 - 上枝村が高山市に編入される。
- 1947年（昭和22年） - 高山市立上枝小学校新宮分校に改称する。
- 1950年（昭和25年） - 上枝小学校が分割される。旧・新宮分校の校舎を用いて、高山市立新宮小学校として開校。
- 1977年（昭和52年） - 新校舎（現・西舎、中央舎）が完成。
- 1983年（昭和58年） - 校舎（現・東舎）が完成。